# Медетбеков, Капар Саттарович
Капар Медетбеков (кирг. Капар Медетбеков; 11 декабря 1931, с. Шекер, Киргизская АССР, СССР — 26 июня 2012, Бишкек, Кыргызстан) — советский и киргизский актёр театра и кино, театральный режиссёр, народный артист СССР (1991).

## Биография
Капар Медетбеков родился 11 декабря 1931 года в селе Шекер (ныне в Кара-Бууринском районе Таласской области, Кыргызстан).
В 1955 году с отличием окончил Ташкентский театрально-художественный институт им. А. Н. Островского (ныне Государственный институт искусств и культуры Узбекистана), после чего стал работать актёром в Джалал-Абадском драматическом театре.
С 1962 года — актёр Нарынского областного музыкального-драматического театра им. М. Рыскулова. Был одним из его основателей. В этом театре артистом создано более 150 образов.
С 1993 по 1998 год служил в Государственном театре молодёжи и юного зрителя им. Б. Кыдыкеевой в Бишкеке.
Как режиссёр поставил ряд спектаклей («Эгиз бала» К. Эшмамбетова, «Too балдары» Э. Токтогулова).
Снимался на киностудиях «Кыргызфильм», «Мосфильм», «Ленфильм».
Творчество отличалось высоким актёрским мастерством, оригинальностью творческого взгляда, широким диапазоном создаваемых им образов.
Скончался 26 июня 2012 года на 81-м году жизни в Бишкеке. Похоронен на Ала-Арчинском кладбище.

## Звания и награды
- Народный артист Киргизской ССР (1973)[2]
- Народный артист СССР (1991)
- Республиканская премия им. М. Рыскулова (1989)
- Орден «Манас» 3-й степени (2003)[3]
- Медали.

## Творчество

### Театр
- «Курманбек» К. Джантошева — Курманбек
- «Чокмор» К. Джантошева — Чокмор
- «Каныбек» К. Джантошева — Каныбек
- «Оптимистическая трагедия» Вс. Вишневского — Вожак
- «Макбет» У. Шекспира — Макбет
- «Отелло» У. Шекспира — Отелло
- «Король Лир» У. Шекспира — король Лир
- «Плаха» Ч. Айтматова — Бостон
- «Тополёк мой в красной косынке» Ч. Айтматова — Ильяс
- «Таабалды Пудовкин» Ж. Садыкова — Таабалды Пудовкин
- «Преступление и наказание» по Ф. Достоевскому — Порфирий Петрович
- «Эзоп» по пьесе «Лиса и виноград» Г. Фигейредо — Эзоп
- «Көкөй кести» А. Жакшылыкова — Жаныбек-«Бек»
- «Сайкал кыздын арманы» Н. Джундубаевой  — Карач хан

### Фильмография
- 1974 — Улыбка на камне — Чомой
- 1976 — Поле Айсулу — отец Айсулу
- 1983 — Лунная радуга — дед
- 1984 — Первый
- 1985 — Лунная ведьма — дедушка Бурхан
- 1985 — Волны умирают на берегу — мастер
- 1986 — Верить и знать — эпизод
- 1988 — Без мундира — Алабаев, сопровождающий коров
- 1989 — Заговор — Мухтар Иманович Иманов
- 1995 — Буранный полустанок (Казахстан)

## Память
- Именем актёра ещё при его жизни был назван Таласский областной драматический театр. Это стало единственным случаем в республике, когда театру присвоили имя при жизни артиста[4].